# Thirumalayampalayam
Thirumalayampalayam é uma panchayat (vila) no distrito de Coimbatore, no estado indiano de Tamil Nadu.

## Demografia
Segundo o censo de 2001,  Thirumalayampalayam  tinha uma população de 11,567 habitantes. Os indivíduos do sexo masculino constituem 50% da população e os do sexo feminino 50%. Thirumalayampalayam tem uma taxa de literacia de 53%, inferior à média nacional de 59.5%: a literacia no sexo masculino é de 60% e no sexo feminino é de 46%. Em Thirumalayampalayam, 10% da população está abaixo dos 6 anos de idade.